# Egalmoth de Gondor
En el universo imaginario de Tolkien y en los apéndices de la novela El Señor de los Anillos, Egalmoth fue el decimoctavo Senescal Regente de Gondor. Nacido en Minas Tirith en el año 2626 de la Tercera Edad del Sol
Sucedió a su primo Ecthelion en el mando del reino en el año 2698 T. E.
En su época se reanudó la lucha contra los orcos, de las Montañas Nubladas, que se habían hecho fuertes y desde Moria y el Monte Gundabad, realizaron numerosas incursiones contra, Eriador Rohan y Anórien.
Tras 45 años de Reinado y 117 de vida, muere en el año 2743 T. E. es sucedido por su hijo Beren.